# Fàbrica de pells

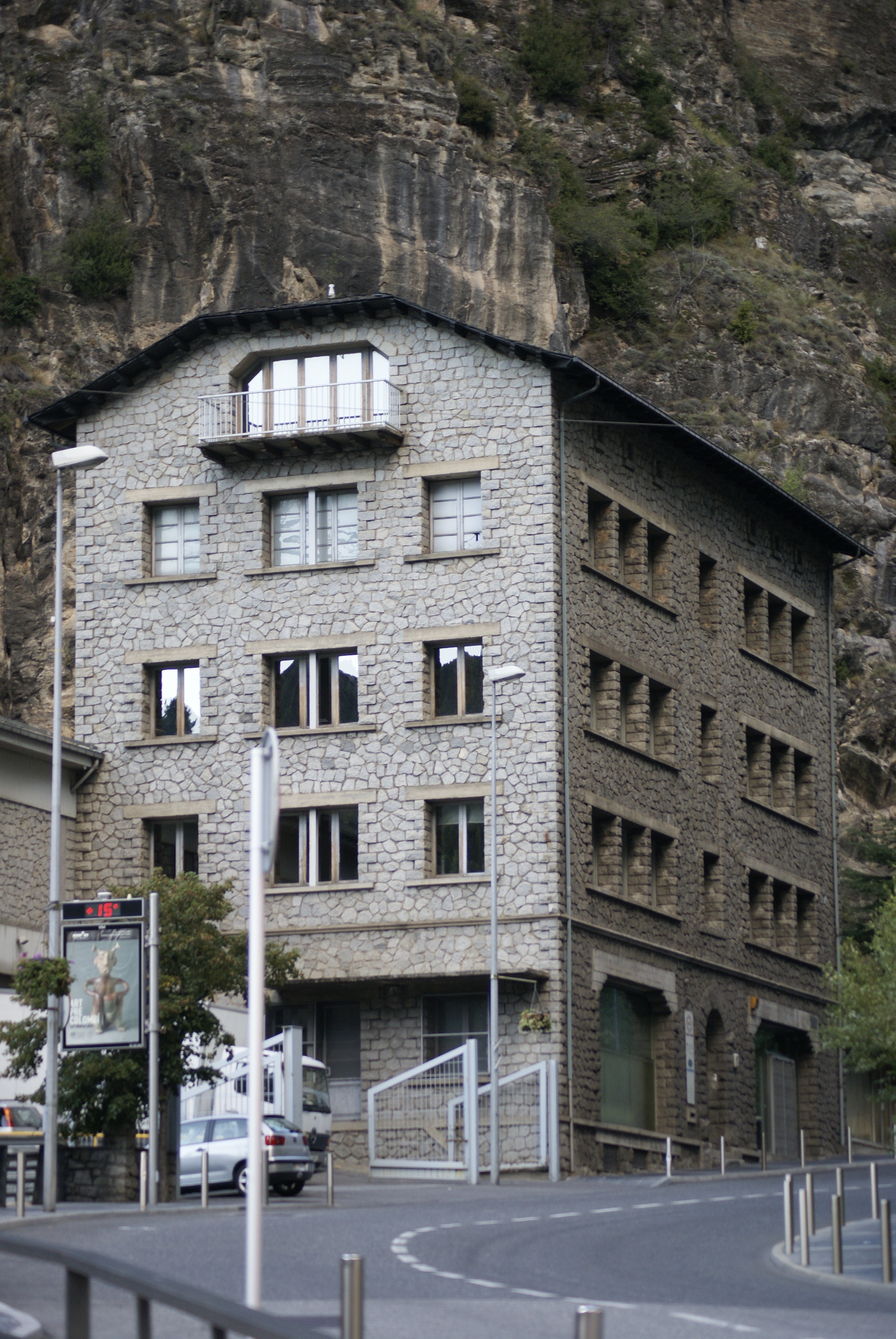
Antiga fàbrica de pells d’Escaldes

Antiga fàbrica de pells („Alte Lederfabrik“) ist ein historisches Industriegebäude in der andorranischen Gemeinde Escaldes-Engordany.

## Beschreibung
Die Leder- und Textilmanufaktur wurde vom andorranischen Architekten Xavier Pla entworfen und in den Jahren 1946 und 1947 errichtet. Das für die Fassaden verwendete Material ist Granitstein in Form unregelmäßig angeordneter Blöcke in der typisch andorranischen Granit-Architektur der 1930er bis 1960er Jahre. Das rechteckige Industriegebäude besteht aus einem Untergeschoss, einem Erdgeschoss, drei Obergeschossen und einem Dachgeschoss. Das Dachgeschoss hat einen Balkon. Der Haupteingang befindet sich an der Avinguda del Pont de la Tosca. Neben dem Hauptgebäude befindet sich  ein später seitlich angebautes Warenlager mit Pultdach. Heute wird das Gebäude von verschiedenen Firmen als Büro- und Lagerraum genutzt.
Die Immobilie wurde wegen der Bedeutung ihrer Granitarchitektur vom Fürstentum Andorra 2002 als Kulturdenkmal geschützt und unter der Nummer 116 in der Liste der Kulturdenkmale eingetragen.